# Jakub Janda

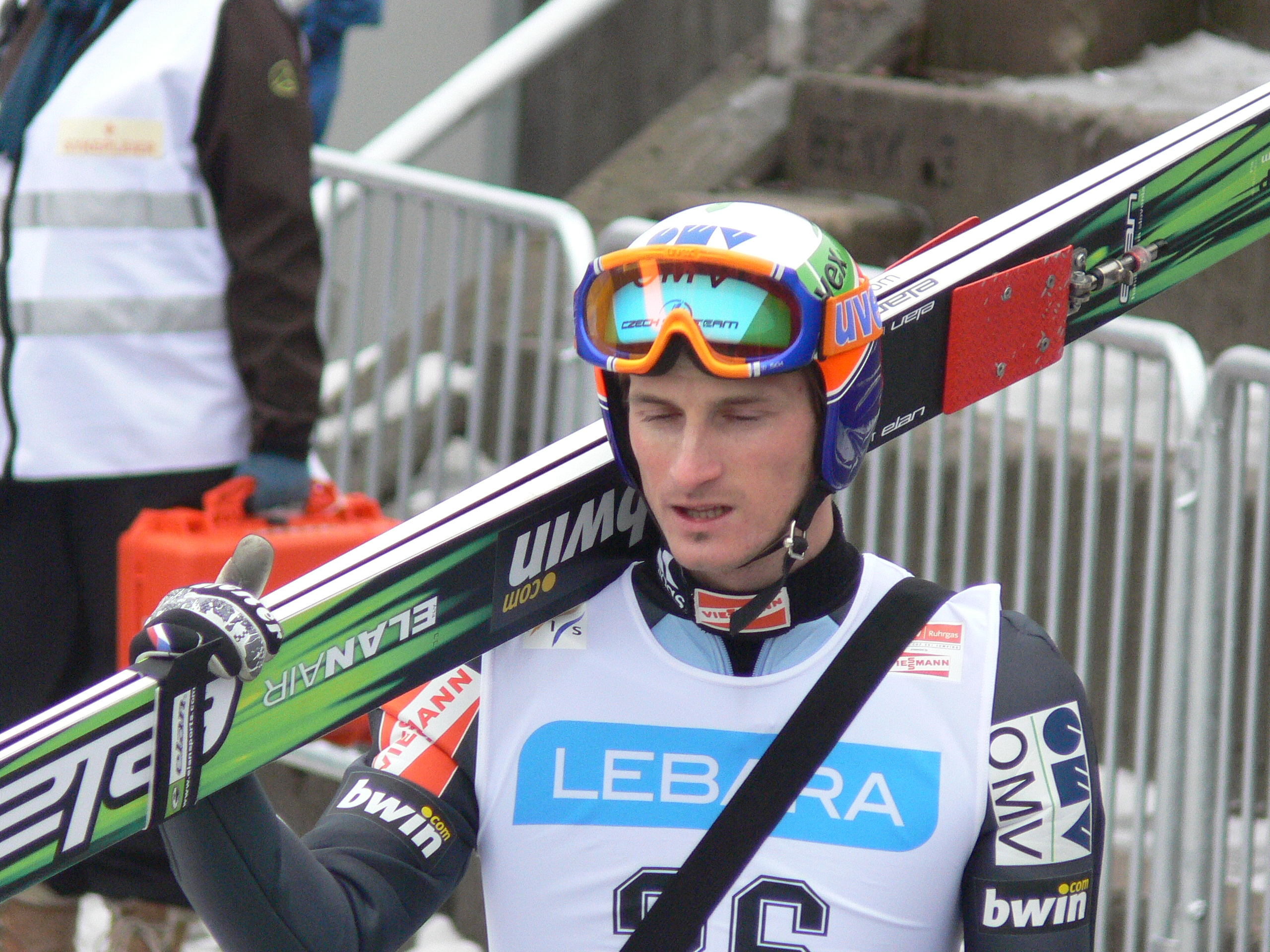
Janda im Jahr 2008

Jakub Janda (* 27. April 1978 in Čeladná, Okres Frýdek-Místek) ist ein ehemaliger tschechischer Skispringer sowie Politiker der liberal-konservativen ODS und Mitglied des Abgeordnetenhauses des Parlaments der Tschechischen Republik.

## Werdegang

### Anfangsjahre (1996 bis 2004)
Janda, der von Beruf Sportlehrer ist, gab am 9. März 1996 sein Debüt im Skisprung-Weltcup. Beim Skifliegen in Harrachov blieb er dabei mit Rang 44 noch weit hinter den Punkterängen zurück. Doch bereits zwei Springen später in Lahti gewann er mit Rang 29 erste Weltcup-Punkte. Zur Saison 1997/98 konnte er seine Leistung steigern und erreichte im Januar in Innsbruck erstmals einen Platz unter den besten zwanzig. Janda konnte aber diese Leistungen nicht konstant vorweisen. Bei der Skiflug-Weltmeisterschaft 1998 in Oberstdorf flog er auf den 28. Platz. Der 21. Platz im folgenden Skiflug-Weltcup war seine letzte Punkteplatzierung der Saison. In der folgenden Saison 1998/99 schied er in den ersten Springen bereits nach Durchgang eins aus. In Lillehammer konnte er jedoch überraschend mit Platz 13 wieder in die Weltspitze springen. Nach weiteren eher mittelmäßigen Platzierungen in den folgenden Weltcup-Springen startete Janda bei der Nordischen Skiweltmeisterschaft 1999 in Ramsau am Dachstein. Mit Platz 48 von der Groß- und Platz 33 von der Normalschanze blieb er jedoch hinter den Erwartungen zurück. Auch im Skiflug-Weltcup in Planica blieb er ohne Erfolg.
Die Saison 1999/2000 startete Janda erfolgreich mit einem Punktgewinn in Kuopio. Doch auch in dieser Saison blieb er ohne dauerhafte Erfolge. Am Ende reichte es nur zu insgesamt acht Weltcup-Punkten und dem 70. Platz in der Gesamtwertung. Bei der Skiflug-Weltmeisterschaft 2000 in Vikersund flog er auf Rang 31. Auch im Sommer versuchte er zum dritten Mal sein Glück im Skisprung-Grand-Prix konnte aber außer in Hinterzarten bei keinem Springen punkten. Die Weltcup-Saison 2000/01 begann er so, wie er die letzte Saison beendet hatte. Bis Februar 2001 gewann er bei keinem Springen Punkte und landete oft nur auf den letzten Plätzen. Erst in Willingen gelang ihm in beiden Springen wieder der Sprung unter die besten 30. Bei der Nordischen Skiweltmeisterschaft 2001 in Lahti startete er in allen vier Wettbewerben. In den Einzelwettbewerben reichte es für ihn zu Platz 17 und Platz 27. In den Teamwettbewerben erreichte er gemeinsam mit Jakub Hlava, Michal Doležal und Jaroslav Sakala die Plätze sechs und sieben. Zum Saisonende gelang ihm mit dem siebenten Platz im norwegischen Trondheim eine Top-10-Platzierung, bevor er die Saison auf dem 35. Platz der Weltcup-Gesamtwertung beendete.
Im Sommer 2001 konnte er erstmals in seiner Karriere durchweg bei allen Skisprung-Grand-Prix-Wettbewerben in die Punkteränge springen. Die Saison 2001/02 begann Janda im Skisprung-Continental-Cup, wo er in Kuusamo die Plätze sieben und elf erreichte. Die folgenden Weltcup-Springen verliefen wechselhaft. Janda konnte zwar überwiegend Punkte gewinnen, musste aber in den letzten Weltcups vor den Olympischen Winterspielen 2002 in Salt Lake City auf der Średnia Krokiew in Zakopane bereits nach dem ersten Durchgang ausscheiden.
Bei den Olympischen Spielen konnte Janda nicht überzeugen. In den Einzeldisziplinen reichte es nur zu den Plätzen 39 und 44. Auch im Teamwettbewerb blieb das Tschechische Team um Janda mit dem 12. Platz deutlich hinter den Erwartungen zurück. Bei der drei Wochen später stattfindenden Skiflug-Weltmeisterschaft 2002 in Harrachov reichte es mit Platz 48 erneut nicht für einen zweiten Durchgang und vordere Platzierungen. Nachdem er im Sommer 2002 nur bei drei Springen an den Start gegangen war und davon nur in Hinterzarten Punkte gewonnen hatte, startete er auch in die neue Saison 2002/03 verhalten. Nachdem im ersten Springen von Titisee-Neustadt bereits nach Durchgang eins Schluss gewesen war, sprang er im zweiten Springen auf den 25. Platz. Am 11. Januar 2003 erreichte er mit dem dritten Platz auf seiner Heimschanze in Liberec erstmals in seiner bislang siebenjährigen Karriere einen Podestplatz im Weltcup. Er konnte dieses Niveau jedoch nicht halten. So blieb auch bei der Nordischen Skiweltmeisterschaft 2003 im Val di Fiemme nur der 14. Platz von der Normalschanze und der 25. Platz von der Großschanze. Auf gleicher Schanze sprang er im Sommer mit dem vierten Platz nur knapp am Podest vorbei.
Nach einer durchwachsenen Saison 2003/04, welche er auf dem 39. Platz der Gesamtwertung beendete, erreichte er bei der Skiflug-Weltmeisterschaft 2004 in Planica Platz 35 im Einzel und Platz neun mit der Mannschaft.

### Internationaler Durchbruch 2004/05
Janda schaffte den internationalen Durchbruch in der Saison 2004/05. Beim Springen in Harrachov 2004 stand er nach dem ersten Durchgang an erster Stelle, wurde jedoch noch von Janne Ahonen und Roar Ljøkelsøy im zweiten Durchgang abgefangen und genau so erging es ihm bei den beiden Springen in Engelberg in der Schweiz.
Im Januar 2005 gelang ihm in Titisee-Neustadt der erste Sieg im Weltcup. Bei der nordischen Ski-WM in Oberstdorf am 19. Februar 2005 gewann er Silber von der Normalschanze in der Einzelkonkurrenz und zudem Bronze von der Großschanze.
In der Saison 2005/06 gewann er die Springen in Kuusamo, Lillehammer, Harrachov, Engelberg und Garmisch-Partenkirchen. Des Weiteren konnte er punktgleich zusammen mit Janne Ahonen bei der Vierschanzentournee triumphieren und ist damit der erste tschechische Tourneesieger seit Jiří Raška 35 Jahre zuvor. Schließlich gewann Janda den Gesamtweltcup 2005/06. Er ist der erste Tscheche, der diesen gewinnen konnte.
Bei den Olympischen Winterspielen 2006 erreichte Janda die Plätze 10 und 13 in den Einzeldisziplinen sowie Platz neun mit der Mannschaft. Damit konnte er trotz der Erfolge bei der Weltmeisterschaft 2005 und im Weltcup erneut keine Medaille bei Olympischen Spielen gewinnen. Im ersten Einzelweltcup nach den Spielen in Lahti konnte er jedoch erneut aufs Podest springen und wurde Zweiter.

### Leistungseinbruch und Neustart
Im Sommer 2006 sowie in der Saison 2006/07 musste Janda mit einem enormen Leistungseinbruch kämpfen. So sprang er nur selten in die Weltspitze. Podestplätze oder Siege blieben im Weltcup aus. Bei der Nordischen Skiweltmeisterschaft 2007 im japanischen Sapporo kam er ebenfalls nicht über einen 18. und einen 20. Platz hinaus. Erstmals wieder in die Weltspitze sprang Janda am 13. März 2007, als er zum Saisonende mit dem vierten Rang in Kuopio die Podestränge nur knapp verpasste. Nachdem er über den Sommer erneut nicht in den Einzelwettbewerben erfolgreich hatte starten können, begann er ab der Saison 2007/08 als festes Mitglied im Skisprung-Continental-Cup-Kader. Dabei begann er in Pragelato mit zwei zweiten Plätzen. Nach weiteren eher mittelmäßigen Platzierungen gelangen ihm Ende Dezember in Engelberg zwei Siege in Folge. Daraufhin kam er nur zwei Tage später im Rahmen der Vierschanzentournee 2007/08 zurück ins Weltcup-Team und gewann in Oberstdorf auf Anhieb Weltcup-Punkte. Auch in Garmisch-Partenkirchen und Bischofshofen gelang ihm dies. Nachdem er aber in Anschluss erneut nur hintere Punkteränge oder gar Platzierungen dahinter erreicht hatte, startete er ab Februar wieder im Continental Cup.
Der Sommer-Continental Cup 2008 verlief anfangs durchwachsen, bevor er in Oberstdorf wieder ein Springen gewinnen konnte. Auch in beiden folgenden Springen im Skisprung-Grand-Prix gelangen ihm Punktgewinne. Daraufhin bekam er zur Saison 2008/09 wieder einen festen Platz im A-Kader im Weltcup. In allen Springen bis Januar 2009 gelangen ihm dabei Punktgewinne, teilweise sogar mit Platzierungen unter den besten 15. Am 16. Januar 2009 gelang Janda in Zakopane wieder der Sprung unter die besten zehn. Zwei Wochen später gewann er beide Springen im Continental Cup auf der Hochfirstschanze in Titisee-Neustadt.
Bei der Nordischen Skiweltmeisterschaft 2009 in seiner Heimat Liberec sprang Janda auf den 33. Platz von der Normal- und auf den 19. Platz von der Großschanze. Im Teamspringen erreichte er gemeinsam mit Lukáš Hlava, Ondřej Vaculík und Roman Koudelka den fünften Rang. In Vorbereitung auf die kommenden Olympischen Spiele absolvierte Janda fast alle Springen im Sommer-Continental Cup und im Grand-Prix sowie auch alle Weltcup-Springen zu Beginn der Saison 2009/10. Dabei erreichte er durchweg gute Ergebnisse. Podestplätze blieben jedoch aus.
Bei den Olympischen Winterspielen 2010 in Vancouver erreichte er im Springen von der Normalschanze den 14. Platz. Von der Großschanze erreichte er Platz 17. Im Teamspringen erreichte die Mannschaft Platz sieben.
Im Sommer 2010 gewann Janda beide Continental-Cup-Springen in Courchevel. Auch in Lillehammer und Almaty konnte er zweimal aufs Podest springen.

### Erneuter Leistungseinbruch 2010
Die Weltcup-Saison 2010/11 begann Janda mit dem 10. Platz im Teamspringen von Kuusamo. Auch in den folgenden Einzelweltcups startete Janda wieder erfolgreich und gewann Weltcup-Punkte. Nach einem überraschenden dritten Platz in der Qualifikation in Engelberg musste er sich hier jedoch erstmals wieder nach dem ersten Durchgang geschlagen geben. In der Folge verpasste er regelmäßig den zweiten Durchgang und konnte auch nur selten auf vordere Platzierungen springen. Top-10-Platzierungen erreichte Janda gar nicht mehr. Bei der Nordischen Skiweltmeisterschaft 2011 in Oslo blieben für Janda die Plätze 21 und 28 sowie mit der Mannschaft die Plätze sieben und acht.
Auch im Sommer 2011 fand Janda nicht zurück in die Weltspitze. Nur in Teamwettbewerben konnte regelmäßig in die Nähe des Podiums springen. Auch in der Weltcup-Saison blieb der mittlerweile 33-Jährige ohne große Erfolge und landete meist im Mittelfeld. Bei der Skiflug-Weltmeisterschaft 2012 erreichte er in Vikersund den 21. Platz sowie Platz sechs mit der Mannschaft. Nachdem er auch beim Sommer-Grand-Prix 2012 ohne Erfolge geblieben war, versuchte er sein Glück noch einmal im Continental Cup und sprang in Klingenthal überraschend aufs Podium.
In der Saison 2012/13 sprang er parallel in Weltcup und im Continental Cup fand aber in keiner Serie zu seiner alten Form. Auch bei der Nordischen Skiweltmeisterschaft 2013 im Val di Fiemme musste sich der ehemalige Vizeweltmeister mit hinteren Plätzen in den Einzelspringen zufriedengeben. Auch mit der Mannschaft kam Janda über den zehnten Platz im Mixed-Wettbewerb und den siebenten Platz im Teamspringen von der Großschanze nicht hinaus.

### Karriereende und politische Laufbahn
Nach dem Auftaktspringen der Saison 2017/18 in Wisla beendete Janda, der bereits seit 2008 in der Regionalpolitik aktiv ist, seine aktive Karriere, nachdem er im Oktober 2017 für die liberal-konservative Partei Občanská demokratická strana in das Abgeordnetenhaus des Parlaments der Tschechischen Republik gewählt worden war.
Seit 2018 ist Janda zudem Skisprungdirektor des tschechischen Skispringverbandes.

## Erfolge

### Weltcupsiege im Einzel
| Nr. | Datum             | Ort                    | Typ         |
| --- | ----------------- | ---------------------- | ----------- |
| 1.  | 23. Januar 2005   | Titisee-Neustadt       | Großschanze |
| 2.  | 26. November 2005 | Kuusamo                | Großschanze |
| 3.  | 4. Dezember 2005  | Lillehammer            | Großschanze |
| 4.  | 11. Dezember 2005 | Harrachov              | Großschanze |
| 5.  | 18. Dezember 2005 | Engelberg              | Großschanze |
| 6.  | 1. Januar 2006    | Garmisch-Partenkirchen | Großschanze |

### Grand-Prix-Siege im Einzel
| Nr. | Datum              | Ort           | Typ         |
| --- | ------------------ | ------------- | ----------- |
| 1.  | 27. August 2005    | Zakopane      | Großschanze |
| 2.  | 31. August 2005    | Pragelato     | Großschanze |
| 3.  | 10. September 2005 | Hakuba        | Großschanze |
| 4.  | 11. September 2005 | Hakuba        | Großschanze |
| 5.  | 15. September 2013 | Nischni Tagil | Großschanze |

### Continental-Cup-Siege im Einzel
| Nr. | Datum              | Ort              | Typ           |
| --- | ------------------ | ---------------- | ------------- |
| 1.  | 22. Februar 1998   | Willingen        | Großschanze   |
| 2.  | 27. Dezember 2007  | Engelberg        | Großschanze   |
| 3.  | 28. Dezember 2007  | Engelberg        | Großschanze   |
| 4.  | 27. September 2008 | Oberstdorf       | Großschanze   |
| 5.  | 31. Januar 2009    | Titisee-Neustadt | Großschanze   |
| 6.  | 1. Februar 2009    | Titisee-Neustadt | Großschanze   |
| 7.  | 30. Juli 2010      | Courchevel       | Großschanze   |
| 8.  | 31. Juli 2010      | Courchevel       | Großschanze   |
| 9.  | 29. Juni 2013      | Stams            | Großschanze   |
| 10. | 6. Juli 2013       | Kranj            | Normalschanze |
| 11. | 3. August 2013     | Kuopio           | Großschanze   |

## Statistik

### Weltcup-Platzierungen
| Saison  | Platz | Punkte |
| ------- | ----- | ------ |
| 1996/97 | 96.   | 0003   |
| 1997/98 | 70.   | 0022   |
| 1998/99 | 47.   | 0048   |
| 1999/00 | 70.   | 0008   |
| 2000/01 | 35.   | 0113   |
| 2001/02 | 32.   | 0141   |
| 2002/03 | 25.   | 0227   |
| 2003/04 | 39.   | 0078   |
| 2004/05 | 06.   | 1164   |
| 2005/06 | 01.   | 1151   |
| 2006/07 | 22.   | 0253   |
| 2007/08 | 49.   | 0029   |
| 2008/09 | 22.   | 0279   |
| 2009/10 | 22.   | 0256   |
| 2010/11 | 34.   | 0119   |
| 2011/12 | 25.   | 0185   |
| 2012/13 | 62.   | 0013   |
| 2013/14 | 28.   | 0242   |
| 2014/15 | 56.   | 0034   |
| 2015/16 | 32.   | 0164   |
| 2016/17 | 38.   | 0080   |

### Grand-Prix-Platzierungen
| Saison | Platz | Punkte |
| ------ | ----- | ------ |
| 1997   | 30.   | 028    |
| 1998   | 41.   | 009    |
| 2000   | 45.   | 012    |
| 2001   | 20.   | 081    |
| 2002   | 46.   | 008    |
| 2003   | 10.   | 106    |
| 2004   | 13.   | 155    |
| 2005   | 01.   | 606    |
| 2006   | 09.   | 196    |
| 2007   | 49.   | 034    |
| 2008   | 36.   | 063    |
| 2009   | 42.   | 038    |
| 2010   | 38.   | 040    |
| 2011   | 36.   | 062    |
| 2012   | 55.   | 024    |
| 2013   | 18.   | 160    |
| 2014   | 46.   | 039    |
| 2015   | 30.   | 103    |
| 2016   | 51.   | 036    |
| 2017   | 70.   | 011    |

### Continental-Cup-Platzierungen
| Saison    | Platz | Punkte |
| --------- | ----- | ------ |
| 1995/96   | 224.  | 011    |
| 1996/97   | 32.   | 298    |
| 1997/98   | 6.    | 612    |
| 1998/99   | 85.   | 151    |
| 1999/2000 | 62.   | 191    |
| 2000/01   | 58.   | 161    |
| 2001/02   | 134.  | 060    |
| 2002/03   | 51.   | 140    |
| 2007/08   | 11.   | 467    |
| 2008/09   | 10.   | 182    |
| 2008/09   | 44.   | 200    |
| 2010/11   | 02.   | 484    |
| 2012/13   | 38.   | 084    |
| 2012/13   | 46.   | 139    |
| 2013/14   | 02.   | 401    |
| 2014/15   | 22.   | 137    |
| 2014/15   | 62.   | 076    |
| 2015/16   | 12.   | 264    |
| 2016/17   | 19.   | 172    |
| 2016/17   | 55.   | 090    |

### Schanzenrekorde
| Ort           | Land       | Weite               | aufgestellt am    | Rekord bis        |
| ------------- | ---------- | ------------------- | ----------------- | ----------------- |
| Engelberg     | Schweiz    | 139,0 m (HS: 137 m) | 18. Dezember 2004 | 18. Dezember 2004 |
| Bischofshofen | Österreich | 140,5 m (HS: 140 m) | 3. September 2005 | aktuell           |